# جامعة ميغيل هيرنانديز في إلتشي

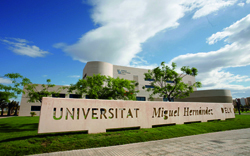
مبنى ريكتورادو، حرم إلتشي.

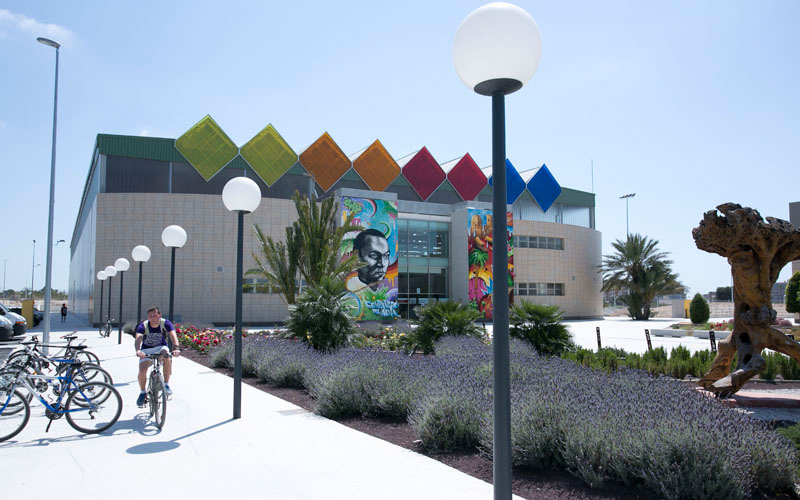
حرم جامعة إلتشي.

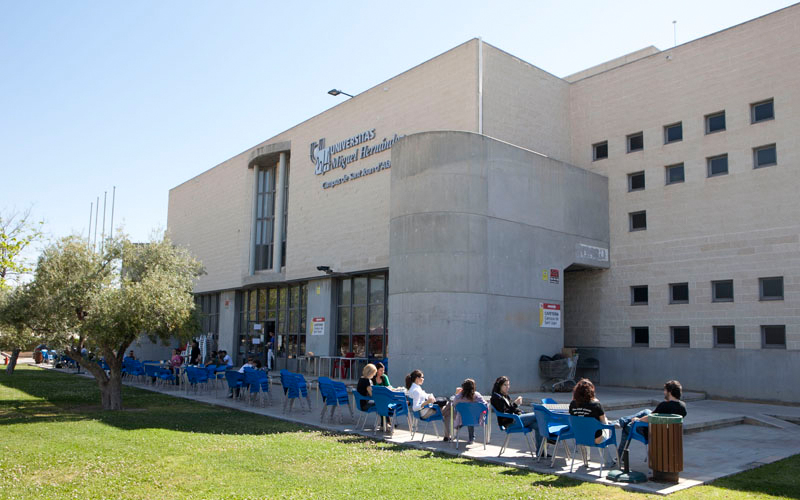
حرم جامعة سانت جوان، UMH.

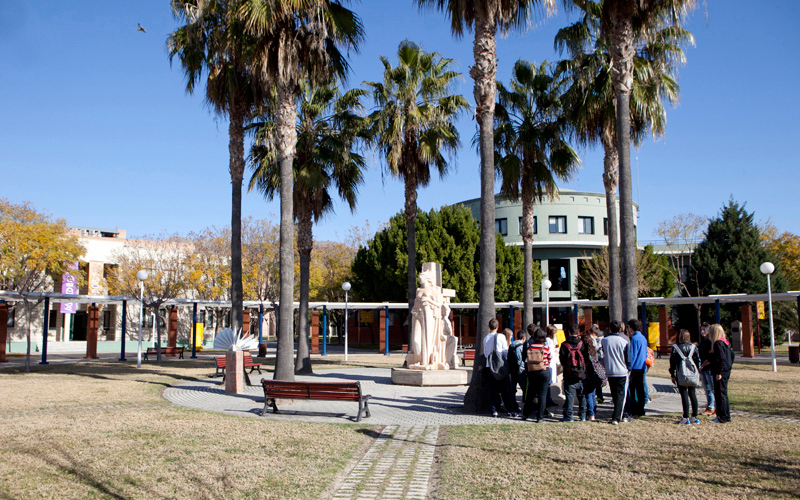
حرم جامعة أوريويلا، UMH.

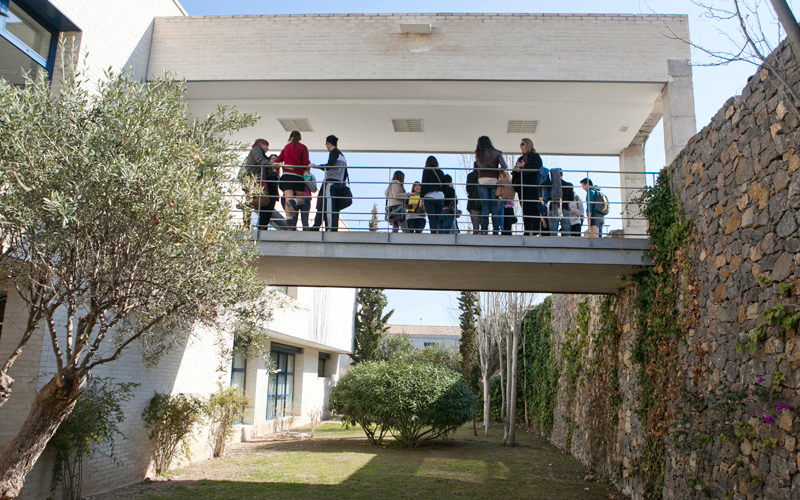
حرم ألتيا، جامعة مينهايم.

جامعة ميغيل هيرنانديز ( UMH، Latin: Universitas Miguel Hernández illicitana)، هي جامعة عامة إسبانية تقدم التعليم والبحث والخدمات التنموية الشاملة لطلابها. تقع في مقاطعة أليكانتي وأُنشئت في عام 1996. سمي بهذا الاسم تخليداً للشاعر الإسباني ميغيل هيرنانديز.
تقدم جامعة جامعة ميغيل هيرنانديز درجات البكالوريوس والماجستير والدكتوراه وفق منطقة التعليم العالي الأوروبية في مجالات الفنون والعلوم التجريبية والتقنية والهندسة والعلوم الصحية والاجتماعية في الحرم الجامعي الأربعة (إلتشي وألتيا وأوريويلا وسانت جوان دالاكانت).